# Federigo Enriques
Federigo Enriques (Livorno, 5 gennaio 1871 – Roma, 14 giugno 1946) è stato un matematico, storico della scienza e filosofo italiano. Fra i maggiori rappresentanti della Scuola italiana di geometria algebrica, ha dato contributi fondamentali alla geometria algebrica.

## Biografia

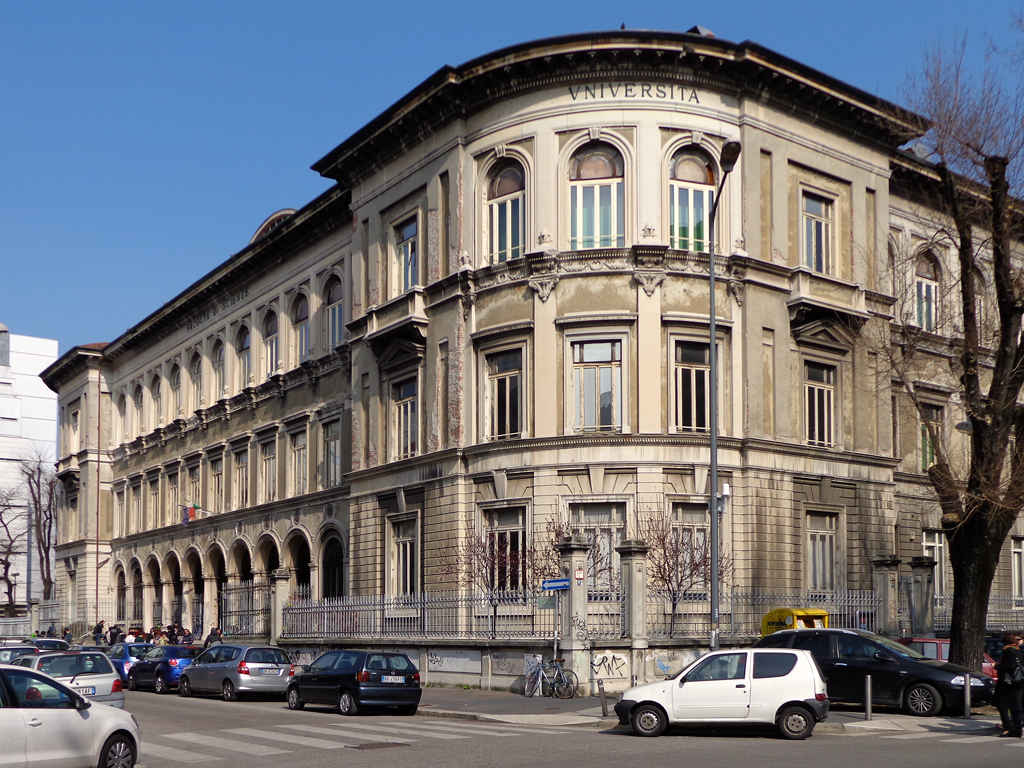
Il Dipartimento "Federigo Enriques" di Matematica dell'Università degli Studi di Milano - via Saldini, Milano

Nato in una famiglia di ebrei italiani di origine portoghese, nel 1882 si trasferì a Pisa. Suo fratello Paolo Enriques, zoologo, fu padre di Enzo Enriques Agnoletti e Anna Maria Enriques Agnoletti. Dopo il diploma di liceo, compì gli studi universitari presso l'Università di Pisa e la Scuola Normale Superiore, dove si laureò in matematica nel 1891. Svolse quindi un anno di perfezionamento alla Scuola Normale di Pisa e uno all'Università di Roma, dove ebbe modo di incontrare e collaborare col matematico Guido Castelnuovo, che poi divenne marito di sua sorella Elbina. Iniziò inoltre a collaborare con i matematici Luigi Cremona, Corrado Segre e Ugo Amaldi.
Nel 1894 si trasferì all'Università di Bologna, dove insegnò geometria proiettiva e descrittiva, assumendone la titolarità di cattedra a partire dal 1896, dopo aver conseguito l'ordinariato.
Nel 1922 fu chiamato dall'Università di Roma per occupare la cattedra di matematiche superiori e di geometria superiore. Nel 1937 venne invitato da Otto Neurath a divenire un collaboratore dell'Encyclopaedia of Unified Science, pensata quale strumento per lo sviluppo dell'unità della scienza. Quando però furono promulgate le leggi razziali antiebraiche, nel 1938, fu espulso dall'insegnamento e da qualsiasi altro incarico ufficiale. Durante l'occupazione tedesca fu dapprima nascosto in casa dell'allievo Attilio Frajese, quindi fu nascosto a San Giovanni in Laterano. Negli anni della segregazione, insegnò a Roma nell'università ebraica clandestina, fondata dal cognato Guido Castelnuovo, per i giovani ebrei estromessi dalle università italiane, riuscendo altresì a pubblicare alcuni articoli in forma anonima sul Periodico delle Matematiche (di cui era stato direttore). Tornò a insegnare all'università nel 1944 per altri due anni, quando morì, a Roma, il 14 giugno 1946.
Tra i principali fondatori della scuola italiana di geometria algebrica, settore in cui raggiunse livelli internazionali, Enriques allargò gli orizzonti del dibattito scientifico occupandosi di filosofia e storia della scienza (collaborando con Giorgio De Santillana), con particolare attenzione alla storia e didattica della matematica. Nel 1906 fondò la Società filosofica italiana (di cui fu presidente fino al 1913) e, nel 1907 (assieme a Giuseppe Bruni, Antonio Dionisi, Eugenio Rignano e Andrea Giardina), fondò la rivista internazionale Rivista di Scienza. Nel 1921 fu nominato direttore del Periodico di matematiche (diretto fino alla morte), organo della Società Mathesis (che presiedette dal 1922 al 1934). Fu socio dell'Accademia Nazionale dei Lincei. Diresse, tra l'altro, la sezione di matematica dell'Enciclopedia Italiana.
A Livorno e a Roma nel quartiere del Lido di Ostia gli è stato intitolato un liceo scientifico. Alla statale Università degli Studi di Milano è intitolato a Federigo Enriques il Dipartimento di Matematica.

## Opere di matematica
Enriques fu un matematico di notevole livello e la sua fama fu internazionalmente riconosciuta. I suoi contributi allo sviluppo della geometria algebrica furono rilevanti, per importanza e originalità. Il periodo in cui si trovò a vivere era un periodo di cambiamenti epocali, cambiamenti che interessarono anche i concetti base della matematica e della fisica. Enriques recepì immediatamente la portata delle novità introdotte dalle opere di Einstein, che fu da lui invitato a tenere una conferenza all'Università di Bologna, nel 1921.
Nel campo della didattica e dei fondamenti della matematica si ricordano i testi scolastici di grande diffusione, rivolto all'insegnamento nei licei e scuole superiori, nei quali la geometria euclidea, l'algebra elementare e la trigonometria vengono presentate con il metodo razionale deduttivo. Fra le sue opere più diffuse di matematica elementare si ricordano:
- Questioni riguardanti le matematiche elementari (1912) (v.1 e v. 2)
- Questioni riguardanti la geometria elementare, Bologna Zanichelli 1900
- Elementi di Geometria a uso delle scuole superiori (con U. Amaldi), Zanichelli Bologna 1903 e successive edizioni e ristampe fino al 1992
- Nozioni di matematica ad uso dei licei moderni (con U. Amaldi), Zanichelli Bologna 1914
- Gli elementi di Euclide e la critica antica e moderna, 4 volumi, Roma e Bologna 1925
- Le matematiche nella storia e nella cultura, Bologna 1938

Come opere principali di matematica superiore si ricordano in particolare:
- Lezioni di geometria proiettiva, (1894) (it, de).
- Lezioni di geometria descrittiva, Bologna 1893
- Lezioni sulla teoria geometrica delle equazioni e delle funzioni algebriche. Bologna, 1915-1934. Volume 1, Volume 2, Volume 3-4
- Lezioni di geometria descrittiva, 1920.
- Le superficie algebriche, 1949-

## Opere di storia e filosofia della scienza
Federigo Enriques, oltre alla sua attività come matematico, sviluppò significative ricerche di epistemologia, storia della scienza e filosofia della scienza. Questo suo impegno per il rinnovamento della cultura, avvenne in un periodo non facile, sia per gli eventi bellici, sia per la cultura dominante nella prima metà del Novecento, caratterizzata dalla filosofia idealistica e dal ridotto interesse verso la cultura scientifica. Fra le sue numerose opere in queste materie si ricordano:
- Problemi della scienza, Zanichelli, Bologna 1906 (en).
- Razionalismo e storicismo in "Rivista di Scienza", Zanichelli, Bologna, 1909.
- Il pragmatismo in "Scientia", Zanichelli, Bologna, 1910.
- Scienza e razionalismo, Zanichelli, Bologna (1912).
- Matematiche e teoria della conoscenza in "Scientia", Zanichelli, Bologna, 1912.
- Per la storia della logica, Zanichelli, Bologna, 1921.
- Storia del pensiero scientifico, Bologna (1932) scritta con G. Santillana.
- Il significato della storia del pensiero scientifico, Bologna 1936, ripubblicato da Barbieri, ISBN 9788875330125.
- La teoria della conoscenza scientifica da Kant ai nostri giorni, Bologna 1938.
- Le dottrine di Democrito d'Abdera. Testi e commenti, 1948 con M. Mazziotti, ripubblicato per Edizioni immanenza, ISBN 978-88-98926-70-1

Federigo Enriques nelle sue opere dedicate alla storia e filosofia della scienza sviluppò una corrente di pensiero vicina al razionalismo. Assieme a Giuseppe Peano si può considerare uno dei principali scienziati italiani che si sono dedicati allo studio della logica e della filosofia della scienza nella prima metà del Novecento. In generale Enriques ha messo in luce due aspetti fondamentali del pensiero scientifico internazionale nella prima metà del XX secolo: la sempre maggiore specializzazione delle discipline fisiche, tecniche, ecc. e la tendenza al rinnovamento che si è avuta sia nei fondamenti della matematica, sia nella fisica moderna.

## Scientia
Nel 1907, assieme al chimico Giuseppe Bruni, al medico Antonio Dionisi, allo zoologo Andrea Giardina e all'ingegnere Eugenio Rignano, Enriques fondò la rivista di ricerca e divulgazione scientifica Rivista di scienza (rinominata successivamente Scientia), con l'obiettivo dichiarato di superare le divisioni disciplinari in nome dell'unità del sapere scientifico e filosofico e contro l'eccessiva specializzazione accademica:
(Programma, Rivista di Scienza, volume I, pag.2)
Enriques condusse la rivista dal 1907 al 1915, quando un articolo di Rignano sulle cause della guerra lo costrinse a rassegnare le dimissioni. Tornò alla direzione nel 1922, alla morte di quest'ultimo (e sotto sua esplicita richiesta) fino al 1938, anno delle leggi razziali. Abbandonato ogni incarico, ritornò infine alla guida di Scientia a due anni dalla morte, nel 1944.

## Problemi della scienza
Il primo libro significativo dedicato da Enriques a questioni di metodo e filosofia della conoscenza è l'opera Problemi della scienza (1906) nella quale compie un'analisi articolata delle varie discipline della matematica, della geometria, della meccanica, della fisica e della chimica alla fine del XIX secolo. Enriques mette in evidenza l'importanza che lo scienziato deve analizzare con la massima attenzione, sia i fondamenti logici e sperimentali delle diverse discipline, sia il contesto storico e le situazioni in cui i principi scientifici sono stati scoperti.
In quest'opera Enriques indica che: "... una visione dinamica della scienza, porta naturalmente nel terreno della storia". I fondamenti della scienza quindi non possono essere capiti completamente se non si analizza anche il contesto storico e culturale nel quale sono stati formulati. L'opera ebbe maggiore fortuna e diffusione all'estero, che non in Italia, dominata agli inizi del Novecento dalla cultura letteraria e della filosofia idealistica.
Negli anni 1909-1914 il saggio "Problemi della scienza" fu tradotto in tedesco, francese, inglese, russo e spagnolo. Il suo pensiero trova riscontro nelle teorie elaborate dai massimi epistemologi del XX secolo fra cui l'austriaco Karl Popper (1902-1994) l'ungherese Imre Lakatos (1922-1974), e l'americano Thomas Kuhn (1922-1996). In particolare nel pensiero di Lakatos e di Kuhn viene sviluppata la concezione della formazione storica dei concetti scientifici, come opera di più autori e ricercatori, che in un determinato periodo storico elaborano una serie di principi-base sui quali viene sviluppata una teoria ipotetico-deduttiva e le successive verifiche sperimentali.
Importante è anche la presa di posizione sia rispetto alla filosofie idealistiche del ‘900, che hanno tralasciato gli aspetti della filosofia della scienza, sia la sua posizione critica rispetto alla filosofia di Kant. In particolare Enriques critica il concetto di giudizio sintetico a priori di Immanuel Kant (Critica della ragion pura 1787). Secondo Enriques i principi fondamentali delle scienze sono elaborazioni razionali derivate per induzione dall'esperienza e dalla percezione sensoriale e non sono giudizi sintetici a priori. In questo saggio Enriques porta alcuni esempio fondamentali: i postulati della geometria sono generalizzazioni, per astrazione, di semplici esperienze geometriche, che ogni allievo compie fin dalle prime osservazioni razionali del mondo esterno, svolte anche in ambito scolastico. Per Enriques i principi della geometria sono generalizzazioni di esperienze sensoriali concrete.
Allo stesso modo anche i principi della fisica e della chimica derivano direttamente da generalizzazioni di esperimenti reali: ad esempio la legge di conservazione della massa dovuta al chimico Antoine Lavoisier non è un giudizio sintetico a priori, come credeva Kant. È noto infatti che deriva da semplici esperimenti fisici, svolti pesando i composti chimici prima e dopo una reazione chimica.
La nuova impostazione razionalistica e storica fu avviata in Italia da Enriques, in Francia da Pierre Duhem e in Austria da Ernst Mach e da altri autori riunitisi intorno al Circolo di Vienna. Fu poi sviluppata ulteriormente in Italia da Ludovico Geymonat (1908-1991) e dalla sua scuola milanese che nella seconda metà del XX secolo ha ripreso gli studi di Enriques, sviluppando i temi di storia della scienza e di filosofia della scienza.

## Per la storia della logica
Un'altra opera fondamentale di Enriques è Per la storia della logica (1921) che mette in evidenza l'importanza della deduzione, della induzione e gli altri aspetti interpretativi ed epistemologici della logica.
Il saggio ha un approccio storico e descrittivo della logica è ricco di citazioni originali, e affronta questo difficile argomento anche con una certa ironia ed eleganza letteraria. Nell'opera sono illustrati in modo semplice e sintetico i contributi portati a questa disciplina dai vari filosofi e scienziati nelle varie epoche. Si può considerare uno dei pochi testi in cui la materia è esposta in modo chiaro, essenziale e interessante.

## Storia del pensiero scientifico
Di notevole interesse per le fonti storiche citate e per la narrazione della genesi dei concetti scientifici sono la serie di opere dedicate alla storia della scienza. Il primo trattato fu la Storia del pensiero scientifico (1932) scritto in collaborazione con G. Santilana. Quest'opera ripercorre la storia delle scienze matematiche, geometriche, astronomiche, meccaniche e fisiche dall'antica Grecia fino ai giorni nostri, con numerose citazioni e fonti storiche degli autori originari.
A esso seguirono altri testi di approfondimento, sia in lingua italiana sia in altre lingue europee, fra cui Il significato della storia del pensiero scientifico (1936) e La teoria della conoscenza scientifica da Kant ai nostri giorni (1938).

## Lineamenti di filosofia della scienza
Delle numerose opere di Federigo Enriques dedicate agli aspetti storici e filosofici della scienza si desumono i principali lineamenti del suo pensiero razionalista, che, a titolo orientativo si possono cercare di sintetizzare nei seguenti punti:
- Equilibrio fra intuizione e ragionamento logico: nelle opere scientifiche di Enriques gli argomenti sono esposti in modo intuitivo, evidenziando i motivi sperimentali e oggettivi alla base di alcuni concetti astratti. Dopo la descrizione dei suoi principi, si sviluppa poi la materia con criteri logici, deducendo razionalmente le principali leggi, teoremi e applicazioni. Questo carattere, comune anche ai grandi scienziati del passato (Galilei, Cartesio, Newton, Eulero, Coulomb, ecc.) contraddistingue il metodo di Enriques, rispetto agli indirizzi formalisti che si sono avuti nella logica e nella matematica del XX secolo.
- Problema della specializzazione delle scienze: Enriques ha colto questo aspetto critico delle numerose ed eterogenee discipline scientifiche nel XIX e XX secolo. Per superare il problema della eccessiva frammentazione del sapere scientifico ha proposto di ripensare i concetti fondamentali della fisica, della geometria, della matematica e delle altre scienze naturali con criteri unitari, approfondendone il significato intuitivo, sperimentale e la sua genesi storica.
- Approccio storico alla conoscenza scientifica: questo aspetto caratterizza il metodo di Enriques, che ha sviluppato con passione e impegno moltissimi aspetti di storia della scienza. Secondo Enriques la storia della scienza fa parte della scienza stessa. Per capire veramente un teorema, secondo Enriques non è sufficiente capire solo la sua dimostrazione, ma anche il contesto storico nel quale è stato formulato, quali sono stati i problemi tecnici che hanno portato alla sua formulazione e come sono stati risolti tali problemi con l'applicazione delle teorie scientifiche. Enriques ha sviluppato in Italia il nuovo approccio di storia della scienza avviato dal fisico tedesco Ernst Mach (1838-1916) e dal fisico Pierre Duhem (1861-1916) precursori del gruppo di filosofi e scienziati del XX secolo del Circolo di Vienna.
- Valenza fisica dei concetti geometrici: secondo Enriques la geometria può essere considerata come il primo capitolo della fisica (Problemi della Scienza, capitolo IV), diversamente dai matematici e filosofici formalisti che la considerano una scienza astratta. L'orientamento formalista nella geometria è stato delineato da Immanuel Kant (Critica della ragion pura, 1787) per il quale i postulati geometrici non derivano solo dall'esperienza visiva, ma sono giudizi sintetici a priori di carattere soggettivo e indipendenti dalle percezioni sensoriali. La tesi di Kant è stata discussa dai massimi esperti di filosofia teoretica del XIX e XX secolo con orientamenti contrastanti. Nel XIX secolo in opposizione a Kant si è delineato un approccio fisico-sperimentale ai principi geometrici, al quale hanno aderito molti storici e filosofi della scienza. Enriques ha contribuito alla riscoperta del significato più autentico, di carattere storico, intuitivo e sperimentale alla base della geometria, della matematica e delle scienze fisiche.

## Contributi suScientia

### Articoli
- Eredità ed evoluzione, su amshistorica.cib.unibo.it.
- I numeri e l'infinito, su amshistorica.cib.unibo.it.
- Il pragmatismo, su amshistorica.cib.unibo.it.
- Il principio di ragion sufficiente nel pensiero greco, su amshistorica.cib.unibo.it.
- Il problema della realtà, su amshistorica.cib.unibo.it.
- Il significato della critica dei principii nello sviluppo delle matematiche, su amshistorica.cib.unibo.it.
- Importanza della storia del pensiero scientifico nella cultura nazionale, su amshistorica.cib.unibo.it.
- (FR) L'infini dans la pensee des grecs, su amshistorica.cib.unibo.it.
- L'infinito nella storia del pensiero, su amshistorica.cib.unibo.it.
- (FR) L'œuvre mathematique de Klein, su amshistorica.cib.unibo.it.
- (FR) La connaissance historique et la connaissance scientifique dans la critique de Enrico De Michelis, su amshistorica.cib.unibo.it.
- La filosofia positiva e la classificazione delle scienze [collegamento interrotto], su it.wikisource.org.
- I motivi della filosofia di Eugenio Rignano, su amshistorica.cib.unibo.it.

### Recensioni (in francese)
- (FR)  Ailly (D'), - Imago mundi, 60, 1936, pp. 109–110.
- (FR) Aliotta, A. - L'esperienza nella scienza, nella religione e nella morale, su amshistorica.cib.unibo.it.
- (FR) Archibald, R. C. - Outline of the History of Mathematics, su amshistorica.cib.unibo.it.
- (FR) Bignone, E. - L'Aristotele perduto e la formazione filosofica di Epicuro, su amshistorica.cib.unibo.it.
- (FR) Blanche, R. - Le rationalisme de Whewell, su amshistorica.cib.unibo.it.
- (FR) Bouasse H. - Bachot et bachotage, su amshistorica.cib.unibo.it.
- (FR) Brunet, P. et Mieli, A. - Histoire des Sciences. Antiquite, su amshistorica.cib.unibo.it.
- (FR) Brunschwig, L. - De la connaissance de soi, su amshistorica.cib.unibo.it.
- (FR) Carbonara, C. - Scienza e filosofia ai principi dell'età moderna, su amshistorica.cib.unibo.it.
- (FR) Carnap, R. - L'ancienne et la nouvelle logique, su amshistorica.cib.unibo.it.
- (FR) Carnap, R. - La Science et la Metaphysique devant l'analyse logique du langage, su amshistorica.cib.unibo.it.
- (FR) Caullery, M. - La science francaise depuis le XVII siècle, su amshistorica.cib.unibo.it.
- (FR) Collected papers of Charles Sanders Peirce, su amshistorica.cib.unibo.it.
- (FR) Correspondance du P. Marin Mersenne, su amshistorica.cib.unibo.it.
- (FR) Cournot - Considerations sur la marche des idees et des evenements dans les temps modernes, su amshistorica.cib.unibo.it.
- (FR) Crowter, J. G. - British Scientists of the Nineteenth Century, su amshistorica.cib.unibo.it.
- (FR) D'Amato, F. - Studi di storia della filosofia, su amshistorica.cib.unibo.it.
- (FR) De Waard, G. - L'experience barometrique, ses antecedents et ses explications, su amshistorica.cib.unibo.it.
- (FR) Del Vecchio Veneziani, A - Gaetano Negri, su amshistorica.cib.unibo.it.
- (FR) Della Volpe, G. - La filosofia dell'esperienza di Davide Hume, su amshistorica.cib.unibo.it.
- (FR) Della Volpe, G. - La filosofia dell'esperienza di Davide Hume, su amshistorica.cib.unibo.it.
- (FR) Dingler, H. - Philosophie der Logik und Arithmetik, su amshistorica.cib.unibo.it.
- (FR) Dugas, R. - Essai sur l'imcomprehension mathematique, su amshistorica.cib.unibo.it.
- (FR) Fano, G. - Geometria non euclidea, su amshistorica.cib.unibo.it.
- (FR) Frank, Ph. - Theorie de la connaissance et physique moderne, su amshistorica.cib.unibo.it.
- (FR) Galilei, G. - Opere, su amshistorica.cib.unibo.it.
- (FR) Ginzburg, B. - The Adventure of Science, su amshistorica.cib.unibo.it.
- (FR) Gli atomisti. Frammenti e testimonianze, su amshistorica.cib.unibo.it.
- (FR) Gregory, J. C. - Combustion from Heracleitos to Lavoisier, su amshistorica.cib.unibo.it.
- (FR) Hahn, H. - Logique, mathematique et connaissance de la realite, su amshistorica.cib.unibo.it.
- (FR) Heidel, W. A. - The heroic Age of Science, su amshistorica.cib.unibo.it.
- (FR) Hessenberger, G. - Grundlagen der Geometrie, su amshistorica.cib.unibo.it.
- (FR) I frammenti degli stoici antichi, su amshistorica.cib.unibo.it.
- (FR) Jaffe, H. - Natural Law as controlled but not determined by Experiment, su amshistorica.cib.unibo.it.
- (FR) James W. - Philosophie de l'experience, su amshistorica.cib.unibo.it.
- (FR) Janek, A. - Die realitat vom Standpunkte des Efallelismus, su amshistorica.cib.unibo.it.
- (FR) Keyser, C. J. - Mathematics and the Question of Cosmic Mind, with other Essays, su amshistorica.cib.unibo.it.
- (FR) La philosophie de Giovanni Vailati, su amshistorica.cib.unibo.it.
- (FR) La philosophie de la nature, su amshistorica.cib.unibo.it.
- (FR) Le Bon G. - La Revolution Francaise et la psychologie des revolutions, su amshistorica.cib.unibo.it.
- (FR) Lecat, M. - Erreurs de mathematiciens des origines a nos jours, su amshistorica.cib.unibo.it.
- (FR) Lennhardt, H. - La nature de la connaissance et l'erreur initiale des theories, su amshistorica.cib.unibo.it.
- (FR) Liebert, A. - Philosophie des Unterrichtes, su amshistorica.cib.unibo.it.
- (FR) Maiocco F. L. - Le leggi di Mendel e l'eredita, su amshistorica.cib.unibo.it.
- (FR) Marshall, C. E. - Microbiology, su amshistorica.cib.unibo.it.
- (FR) Matematiche e teoria della conoscenza, su amshistorica.cib.unibo.it.
- (FR) Metz, A. - Meyerson, une nouvelle philosophie de la connaissance, su amshistorica.cib.unibo.it.
- (FR) Metzger, H. - La philosophie de la matiere chez Lavoisier, su amshistorica.cib.unibo.it.
- (FR) Meyerson, E. - Du cheminement de la pensee, su amshistorica.cib.unibo.it.
- (FR) Ness, A. - Erkenntnis und Wissenschaftliches Verhalten, su amshistorica.cib.unibo.it.
- (FR) Nordstrom, J. - Moyen age et Renaissance, su amshistorica.cib.unibo.it.
- (FR) Platone e la teoria della scienza, su amshistorica.cib.unibo.it.
- (FR) Reflexions sur l'art d'ecrire un traite: a propos d'un traite de mathematiques, su amshistorica.cib.unibo.it.
- (FR) Rensi, G. - Le ragioni dell'Irrazionalismo, su amshistorica.cib.unibo.it.
- (FR) Rey, A. - Rey, A. - Les mathematiques en Grece au milieu du V siècle, su amshistorica.cib.unibo.it.
- (FR) Servien, P. - Principes d'esthetique. Problemes d'art et langage des sciences, su amshistorica.cib.unibo.it.
- (FR) Smith, D. E. - The Poetry of Mathematics and other Essays, su amshistorica.cib.unibo.it.
- (FR) Spirito, U. - Scienza e filosofia, su amshistorica.cib.unibo.it.
- (FR) Stefanini, L. - Platone, su amshistorica.cib.unibo.it.
- (FR) Stefanini, L. - Platone, su amshistorica.cib.unibo.it.
- (FR) Tannery, P. - Puor l'histoire de la science hellène, su amshistorica.cib.unibo.it.
- (FR) Wind, E. - Das Experiment und die Metaphysik, su amshistorica.cib.unibo.it.
- (FR) Wolf, A. - A History of Science, Technology and Philosophy in the 16 and 17 Centuries, su amshistorica.cib.unibo.it.

## Edizione nazionale
È in corso un'edizione nazionale delle opere di Federigo Enriques. L'autore ha curato una decina di manuali didattici di geometria e algebra elementare e oltre venti trattati di matematica superiore. Ha inoltre pubblicato un'ampia serie di testi di storia e di filosofia della scienza e numerosi articoli specializzati. L'elenco completo delle sue opere comprende oltre 300 titoli, fra saggi, articoli e trattati scientifici.